# Anolis punctatus
Anolis punctatus (амазонійський зелений аноліс) — вид ігуаноподібних ящірок родини анолісових (Dactyloidae). Мешкає в Південній Америці.

## Підвиди
Виділяють два підвиди:
- Anolis punctatus punctatus Daudin, 1802;
- Anolis punctatus boulengeri O’Shaughnessy, 1881.

## Поширення і екологія
Амазонійські зелені аноліси мешкають в Колумбії, Еквадорі, Перу, Болівії, Венесуелі, Гаяні, Суринамі, Французькій Гвіані та Бразилії. Вони живуть у вологих тропічних лісах, зокрема в сельві Амазонії та в атлантичних лісах, трапляються в парках і садах. Живляться прямокрилими, мурахами, жуками та іншими комахами, відкладають яйця.